# Live in Armenia
Live in Armenia — двойной концертный альбом британской хард-рок-группы Uriah Heep, выпущенный в 2011 году на двух компакт-дисках и на DVD.

## Список композиций

### CD 1
1. «Wake the Sleeper» — 3:32
2. «Overload» — 5:57
3. «Tears of the World» — 4:44
4. «Stealin» — 6:45
5. «Book of Lies» — 4:03
6. «Gypsy» — 4:31
7. «Look at Yourself» — 5:07
8. «What Kind of God» — 6:36
9. «Angels Walk with You» — 5:23
10. «Shadow» — 3:35

### CD 2
1. «July Morning» — 10:36
2. «Easy Livin’» — 3:01
3. «Sunrise» — 4:04
4. «Sympathy» — 4:44
5. «Lady in Black» — 7:09